# Onthophagus ecopas
Onthophagus ecopas là một loài bọ cánh cứng trong họ Bọ hung (Scarabaeidae).